# TamilRockers
TamilRockersはインドを拠点とするトレントウェブサイトであり、テレビ番組、映画、音楽、動画などの著作権保護されたコンテンツの配布を可能にしている。このサイトは、訪問者がマグネットリンクやトレントファイルを利用して著作権保護されたコンテンツを検索・ダウンロードできるようにしており、これによりP2Pファイル共有が可能となる。また、数千人の購読者を持つ複数のTelegramチャンネルやグループも運営している。TamilRockersは、TorrentFreakによる2020年の「最も人気のあるトレントサイト トップ10」リストにおいて第10位にランクインしている。
インドでは、インターネットサービスプロバイダに対し、このウェブサイトへのアクセスを遮断するよう命じられている。このウェブサイトは、新たなウェブアドレスへと切り替えることで運営を継続している。映画業界団体であるモーション・ピクチャー・アソシエーション（MPA）は、海賊版サイト、アプリ、ホスティングプロバイダの従来のリストに加えて、TamilRockersを悪名高い市場のひとつとして挙げている。

## 歴史
TamilRockersは2011年に設立された海賊盤ネットワークであり、後にインドの映画、特にタミル語映画の海賊版へのリンクを提供する公開型のトレントサイトとなった。加えて、インドの言語に吹き替えられたハリウッド映画や、英語音声のオリジナル版も取り扱っていた。
2018年3月14日、当サイトの運営に関与していたとされる3名の男性が逮捕された。そのうちの1名はサイト管理者であると考えられていた。2019年5月23日には、コーヤンブットゥールでTamilRockersのメンバーがさらに逮捕された。
2020年10月19日、同サイトは一時的にオフラインとなったが、しばらくして再びオンラインに戻った。この件については、Amazon.comが複数のDMCA削除要請により介入したと推測されている。
2024年7月28日には、同サイトの管理者であると報じられた人物が、映画館で映画を撮影していたところをティルヴァナンタプラム警察により現行犯逮捕された。

## レガシー

### 非公式クローン
公式のTamilRockersがオフラインになって以来、TamilMVとTamil Blastersという2つの著名なクローンサイトが登場し、これらもISPによってブロック対象となっている。2022年5月、The Walt Disney Companyの子会社であるDisney Starは、インドの警察に対してTamil Rockers、TamilMV、Tamil Blastersを標的とする訴えを提出した。

### 大衆文化において
TamilRockersという名前は、多くのタミル語映画においてカメオ出演の形で登場しており、これは2021年12月31日のプレムジ・アマレン主演のタミル語映画『Tamil Rockers』を含む。
2022年7月2日、SonyLIVは『Tamil Rockerz』というシリーズを公開した。この作品は海賊版とサイバー犯罪を題材とし、アルン・ヴィジャイおよびヴァニ・ボジャンが主演し、アリヴァザガン・ベンカタチャラムが監督を務めた。